# George C. Williams
George Christopher Williams, född 12 maj 1926, död 8 september 2010, var en amerikansk evolutionsbiolog. Han var professor emeritus i biologi vid State University of New York och var mest känd för sin kritik av gruppselektion. Hans arbeteten inom detta område, tillsammans med W. D. Hamilton, John Maynard Smith med flera ledde till en revolution inom evolutionsbiologin under 1960-talet.